# Узе, Бодо
Бодо Узе (нем. Bodo Uhse; 12 марта 1904[…], Раштатт — 2 июля 1963[…], Берлин или Восточный Берлин) — немецкий писатель

, журналист, сценарист и политик.

## Биография
Родился в небогатой офицерской семье. Бросил учёбу, чтобы участвовать добровольцем в «Капповском путче» 1920 года. После попытки национал-социалистов захватить власть в Мюнхене в ноябре 1923 года (так называемый Пивной путч), в котором Узе также принимал активнейшее участие, он переехал в Берлин. Узе глубоко сочувствовал крестьянству, яростно отстаивавшему свои права, что и привело Узе в тюрьму. После кратковременного заключения Узе примкнул к группе Отто Штрассера. После падения О. Штрассера был исключён из национал-социалистической партии.
В дальнейшем Узе всё теснее сближается с деятелями крестьянского движения. Борьба за освобождение одного из крупнейших его вождей К. Гейма привела Узе к контакту с коммунистами. Огромное впечатление произвели на него книги Ленина — особенно «Государство и революция» — и «Вопросы ленинизма» Сталина. В 1932 году крестьянский съезд избрал Узе секретарём всегерманского крестьянского комитета. Узе написал брошюру «Борьба крестьян с крестьянской нищетою», разъезжал в качестве агитатора по Германии. После государственного переворота 1933 года в Германии Узе пришлось перейти на нелегальное положение, затем он эмигрировал. 3 ноября 1934 года был включён в третий список лишённых гражданства нацистской Германии.
В 1935 году в Париже и в Москве (в советском издательстве иностранных рабочих) вышел роман Узе «Наёмник и солдат» (Söldner und Soldat). Это, однако, скорее острый политический памфлет на автобиографической канве, чем роман. «Наёмник и солдат» знакомит нас с переживаниями определённых кругов интеллигенции, крестьянства и мелкой городской буржуазии, восторженно встретивших переворот 1933 года и затем отошедших от национал-социализма к буржуазному республиканизму, либо ставших на пролетарские позиции.
Узе много знал о современной ему Германии, палитра его достаточно богата, чтобы дать ряд типичных её образов. Узе отлично владел иронией и превосходно знал изображаемую им среду. С большой теплотой рисовал он деятелей революционного подполья. История собственных разочарований Узе даёт фон его памфлету. Он превосходно мотивировал крах всех попыток овладеть рабочим движением путём возбуждения шовинизма в рабочих массах, путём ли несбыточных обещаний фантастических социальных реформ. Он разоблачал влияние злопыхательных публицистов, которые в личных интересах действовали против Советского Союза. Но, по мнению советских критиков, Узе не разбирался в органической последовательности явлений своей эпохи. В публицистике Узе время от времени слышались отзвуки его буржуазного прошлого, хотя его былые заблуждения и изжиты. Пламенная вражда к капиталистическому человеконенавистничеству выжгла до корня то, что некогда связывало Узе с идеологией империализма. Строго говоря, Узе никогда не был подлинным империалистическим идеологом. Свою борьбу с империализмом Узе продолжал в Испании в качестве политкома Интернациональной бригады. Речь Узе на 2-м интернациональном съезде писателей была напечатана в журнале «Das Wort» (№ 10, 1937).

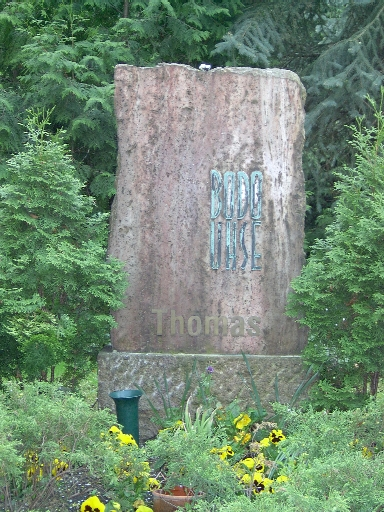
Могила Бодо Узе

С 1939 года жил в США и Мексике, сотрудничал в антифашистской газете «Фрайес Дойчланд» («Freies Deutschland»). Вернулся на родину в 1948 году; в 1950—52 годах был председателем Союза писателей ГДР.
Литературный путь начал автобиографическим романом «Наёмник и солдат» (1935) и книгой очерков об Испании «Первая битва» (1938, рус. пер. 1942). Наиболее значительные произведения Бодо Узе — романы «Лейтенант Бертрам» (1944) и «Патриоты» (1954), а также новеллы и повести в сборниках «Святая Кунигунда в снегу» (1949) и «Мост» (1952). Художественная проза Узе восприняла традиции Г. Клейста и опыт газетной публицистики, репортажа. Узе является лауреатом Национальной премии ГДР (1954). 
Бодо Узе умер в 1963 году в Берлине и был похоронен на Доротеенштадтском кладбище.